# Грегори (округ, Южная Дакота)
Округ Грегори (англ. Gregory County) располагается в штате Южная Дакота, США. Официально образован в 1862 году. По состоянию на 2010 год, численность населения составляла 4271 человека.

## География
По данным Бюро переписи США, общая площадь округа равняется 2727,273 км2, из которых 2631,443 км2 суша и 38,000 км2 или 3,260 % это водоёмы.

## Население
По данным переписи населения 2000 года в округе проживает 4 792 жителей в составе 2 022 домашних хозяйств и 1 290 семей. Плотность населения составляет 2,00 человека на км2. На территории округа насчитывается 2 405 жилых строений, при плотности застройки около 1,00-го строения на км2. Расовый состав населения: белые — 93,18 %, афроамериканцы — 0,04 %, коренные американцы (индейцы) — 5,59 %, азиаты — 0,23 %, гавайцы — 0,00 %, представители других рас — 0,10 %, представители двух или более рас — 0,86 %. Испаноязычные составляли 0,86 % населения независимо от расы.
В составе 26,40 % из общего числа домашних хозяйств проживают дети в возрасте до 18 лет, 55,20 % домашних хозяйств представляют собой супружеские пары проживающие вместе, 5,70 % домашних хозяйств представляют собой одиноких женщин без супруга, 36,20 % домашних хозяйств не имеют отношения к семьям, 33,90 % домашних хозяйств состоят из одного человека, 20,30 % домашних хозяйств состоят из престарелых (65 лет и старше), проживающих в одиночестве. Средний размер домашнего хозяйства составляет 2,32 человека, и средний размер семьи 2,98 человека.
Возрастной состав округа: 24,30 % моложе 18 лет, 5,10 % от 18 до 24, 22,00 % от 25 до 44, 23,80 % от 45 до 64 и 23,80 % от 65 и старше. Средний возраст жителя округа 44 лет. На каждые 100 женщин приходится 94,50 мужчин. На каждые 100 женщин старше 18 лет приходится 91,90 мужчин.
Средний доход на домохозяйство в округе составлял 22 732 USD, на семью — 30 833 USD. Среднестатистический заработок мужчины был 21 063 USD против 16 920 USD для женщины. Доход на душу населения составлял 13 656 USD. Около 15,10 % семей и 20,10 % общего населения находились ниже черты бедности, в том числе — 24,50 % молодежи (тех, кому ещё не исполнилось 18 лет) и 20,60 % тех, кому было уже больше 65 лет.